# Кэмпбелл, Уильям
Уи́льям Се́сил Кэ́мпбелл (англ. William C. Campbell; род. 28 июня 1930 года, Рамелтон, Ирландское Свободное государство) — американский учёный-биохимик ирландского происхождения.
Доктор наук (1957, Висконсинский университет в Мадисоне), профессор Университета Дрю.
Член Национальной академии наук США (2002), Лондонского королевского общества (2020).
В 2015 году он разделил Нобелевскую премию по физиологии и медицине вместе с Сатоси Омурой и Ту Юю. Им удалось открыть новый класс лекарств на основе авермектинов — продуктов жизнедеятельности бактерий Streptomyces avermitilis, что позволило эффективнее лечить инвазии, вызываемые паразитическими червями (в частности, онхоцеркоз и элефантиаз).
В 1952 году окончил Тринити-колледж и переехал для дальнейшей учёбы в США. В 1957 году защитил диссертацию доктора философии (PhD) в Висконсинском университете в Мадисоне.

## Награды
- Нобелевская премия по физиологии и медицине (2015)